# ريتا والتر
ريتا والتر (بالإنجليزية: Rita Walter)‏ هي ممثلة أمريكية، ولدت في 8 مارس 1951 في بروكلين في الولايات المتحدة.

## وصلات خارجية
- ريتا والتر على موقع IMDb (الإنجليزية)